# Club Universidad de Chile
Club Universidad de Chile este un club de fotbal chilian din Santiago, Chile care evoluează în Primera División de Chile. Clubul a fost fondat pe 24 mai 1927 și este unul din cele mai de succes și una din cele mai populare echipe chiliene de fotbal.

## Lotul actual
La 25 ianuarie 2025.
| Nr. |           | Poziție | Jucător              |
| --- | --------- | ------- | -------------------- |
| 1   | Chile     | P       | Cristopher Toselli   |
| 2   | Argentina | F       | Franco Calderón      |
| 3   | Chile     | F       | Ignacio Tapia        |
| 4   | Chile     | F       | José Ignacio Castro  |
| 5   | Chile     | F       | Nicolás Ramírez      |
| 6   | Chile     | F       | Nicolás Fernández    |
| 7   | Chile     | A       | Maximiliano Guerrero |
| 8   | Chile     | M       | Israel Poblete       |
| 9   | Argentina | A       | Leandro Fernández    |
| 10  | Chile     | M       | Lucas Assadi         |
| 11  | Chile     | A       | Nicolás Guerra       |
| 12  | Chile     | P       | Pedro Garrido        |
| 13  | Chile     | F       | David Retamal        |
| 14  | Chile     | A       | Julián Alfaro        |
| 16  | Chile     | M       | Matías Sepúlveda     |

| Nr. |           | Poziție | Jucător                                                   |
| --- | --------- | ------- | --------------------------------------------------------- |
| 17  | Chile     | F       | Fabián Hormazábal                                         |
| 18  | Argentina | A       | Lucas Di Yorio (împrumutat de la Athletico-PR)            |
| 19  | Chile     | M       | Javier Altamirano (împrumutat de la Estudiantes)          |
| 20  | Chile     | M       | Charles Aránguiz                                          |
| 21  | Chile     | M       | Marcelo Díaz (căpitan)                                    |
| 22  | Chile     | F       | Matías Zaldivia                                           |
| 23  | Chile     | A       | Ignacio Vásquez                                           |
| 24  | Chile     | F       | Antonio Díaz                                              |
| 25  | Chile     | P       | Gabriel Castellón                                         |
| 26  | Uruguay   | F       | Fabricio Formiliano                                       |
| 27  | Argentina | A       | Rodrigo Contreras (împrumutat de la Deportes Antofagasta) |
| 30  | Uruguay   | M       | Gonzalo Montes                                            |
| --  | Venezuela | F       | Bianneider Tamayo                                         |
| --  | Chile     | A       | Renato Huerta                                             |

## Palmares
- Primera División de Chile (17): 1940, 1959, 1962, 1964, 1965, 1967, 1969, 1994, 1995, 1999, 2000, 2004-A, 2009-A, 2011-A, 2011-C, 2012-A, 2014-A

- Torneo Metropolitano (2): 1968, 1969

- Copa Chile (6): 1979, 1998, 2000, 2012–13, 2015, 2024

- Copa Francisco Candelori (1): 1969

- Copa Sudamericana (1): 2011

- Primera B (1): 1989

- Liguilla Pre-Libertadores (3): 1976, 1980, 2013

## Sponsori oficiali
- Adidas
- Claro Americas
- Sodimac

## Recorduri

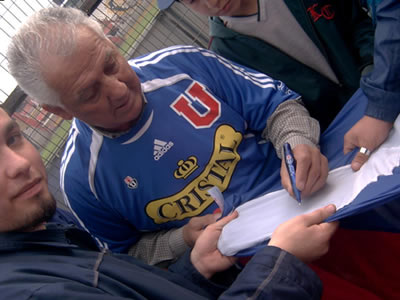
Leonel Sánchez is still popular among the fans.

- Cea mai mare victorie în Primera División — 9–1 v. Magallanes (1962)
- Cea mai mare înfrângere în Primera División — 0–6 v. Colo Colo (1938)
- Cele mai multe apariții în Primera División — 386 Leonel Sánchez (1953–69)
- Cele mai multe apariții în total — 539 Luis Musrri (1988–04)
- Serie invincibilă în Primera Division (National Record) — 33 (1999)
- Serie victorii consecutive în Primera Division (National Record) — 16 (1963–64)
- Cel mai bun start de sezon (National Record) 9 victorii consecutive (2011)
- Cea mai mare audiență în Primera Division  (National Record) — 85,268 v. Universidad Catolica (29 decembrie 1962)

### Topul All-time al golgheterilor în Primera División
| Player          | Goals |
| --------------- | ----- |
| Carlos Campos   | 183   |
| Leonel Sánchez  | 159   |
| Pedro González  | 112   |
| Rubén Marcos    | 102   |
| Jorge Socías    | 88    |
| Marcelo Salas   | 87    |
| Diego Rivarola  | 86    |
| Pedro Araya     | 82    |
| Braulio Musso   | 82    |
| Ernesto Álvarez | 71    |

## Antrenori
| - Luis Tirado (1938–41) - Alejandro Scopelli (1941–45) - Luis Tirado (1946–49) - Salvador Nocetti (1950) - Alejandro Scopelli (1950–52) - Miguel Busquets (1952) - Jorge Ormos (1953–54) - Luis Álamos (1954) - Luis Tirado (1955) - Luis Álamos (1956–66) - Washington Urrutia (interim) (1966) - Alejandro Scopelli (1967–68) - Washington Urrutia (1968) - Ulises Ramos (1969–74) - Braulio Musso (1974) - Hugo Tassara (1975) - Luis Ibarra (1975–77) - Nelson Oyarzún (1978) | - Ulises Ramos (1978) - Fernando Riera (1978–80) - Manuel Rodríguez (1981) - Ulises Ramos (interim) (1981) - Fernando Riera (1981–82) (Ulises Ramos int.) - Luis Santibáñez (1983) - Ulises Ramos (1983–84) - Hernán Carrasco (1984) - Luis Ibarra (1985) - Leonel Sánchez (1985–86) - Fernando Riera (1987) - Leonel Sánchez (1987) - Alberto Quintano (1987) - Manuel Pellegrini (1988) (Carlos Urzúa int.) - Luis Ibarra (1989) - Manuel Rodríguez (1990) - Pedro Morales (1991) (Manuel Rodríguez int.) - Alberto Quintano (1991) | - Arturo Salah (1992–94) - Jorge Socías (1994–95) - Miguel Ángel Russo (1996) - Roberto Hernández (1997–99) - César Vaccia (1999–01) - Víctor Hugo Castañeda (2002–03) - Héctor Pinto (2004–05) - Gustavo Huerta (2006) - Salvador Capitano (2007) - Jorge Socías (2007) - Arturo Salah (2007–08) - Sergio Markarián (2009) - José Basualdo (2009) - Gerardo Pelusso (2010) - Jorge Sampaoli (2011–12) - Darío Franco (2013) - Marco Antonio Figueroa (2013–) |

## Performanțe ale jucătorilor

### Palmaresuri individuale

#### Golgheteri Primera Division
- Víctor Alonso: 20 goluri (1940)
- Ubaldo Cruche: 17 goluri (1945), 25 goluri (1946)
- Carlos Campos: 24 goluri (1961), 34 goluri (1962), 21 goluri (1966)
- Eladio Zárate: 25 goluri (1971)
- Richart Báez: 10 goluri (Clausura 1997)
- Pedro González: 23 goluri (1998), 26 goluri (2000)

#### Golgheteri Copa Chile
- Luis Alberto Ramos: 12 goluri (1979)
- Marcelo Salas: 12 goluri (1994)

#### Fotbalistul chilian al anului
- Sergio Navarro: 1961
- Pedro Araya: 1966
- Alberto Quintano: 1967
- Adolfo Nef: 1969
- Héctor Hoffens: 1989
- Patricio Mardones: 1994
- Pedro González: 1999
- Sergio Vargas: 2000
- Eduardo Vargas: 2011
- Charles Aránguiz: 2012

#### Fotbalistul anului în Primera División
- Juan Rodríguez: 1969
- Cristian Traverso: 1995
- Pedro González: 1999
- Sergio Vargas: 2000
- Miguel Pinto: 2009
- Eduardo Vargas: 2011
- José Rojas: 2012

#### Echipa ideală a Americii
- Marcelo Salas: 1996
- Miguel Pinto: 2009
- Mauricio Victorino: 2010
- Eduardo Vargas, Jhonny Herrera & Marcos González: 2011
- Matías Rodríguez &  Charles Aránguiz: 2012

## Jucători notabili
| Argentina - Raúl Aredes - Sergio Gioino - Gustavo Lorenzetti - Guillermo Marino - Walter Montillo - Diego Rivarola - Leonardo Rodríguez - Matías Rodríguez - Juan Carlos Sarnari - Alejandro Scopelli - Cristian Traverso - Héctor Veira Brazil - Arílson Chile - Clarence Acuña - Luis Álamos - Víctor Alonso - Ernesto Álvarez - Charles Aranguiz - Pedro Araya - Mauricio Aros | - Manuel Astorga - José Balbuena - Vladimir Bigorra - Carlos Campos - Gustavo Canales - Cristián Castañeda - Víctor Hugo Castañeda - Sandrino Castec - Eduardo Gino Cofré - Carlos Contreras - Marcelo Díaz - Humberto Donoso - Marco Estrada - Luis Eyzaguirre - Junior Fernandes - Ronald Fuentes - Pablo Galdames - Marcos González - Pedro González - Ángelo Henríquez - Jhonny Herrera - Roberto Hodge - Héctor Hoffens - Manuel Iturra | - Rubén Marcos - Patricio Mardones - Eugenio Mena - Luis Musrri - Braulio Musso - Sergio Navarro - Adolfo Nef - Rafael Olarra - Manuel Pellegrini - Mauricio Pinilla - Miguel Pinto - David Pizarro - Miguel Ponce - Waldo Ponce - Mariano Puyol - Alberto Quintano - Jaime Ramírez - José Manuel Rojas - Ricardo Rojas - Arturo Salah - Marcelo Salas - Leonel Sánchez - Eduardo Simián - Jorge Socías | - Jorge Spedaletti - Rodrigo Tello - Esteban Valencia - Eduardo Vargas - Sergio Vargas - Oscar Wirth - Guillermo Yávar Colombia - Herly Alcázar - Faustino Asprilla - Mayer Candelo - Edison Mafla Paraguay - Richart Báez - Nelson Cuevas - Rogelio Delgado - Arnaldo Espínola - Eladio Zárate Perú - Flavio Maestri - Raúl Ruidíaz Uruguay - Carlos Bueno - Ubaldo Cruche - Juan Manuel Olivera - Rodrigo Mora - Mauricio Victorino |

## Legături externe
- Official website
- Universidad de Chile in FIFA.com Arhivat în 22 octombrie 2011, la Wayback Machine.
- Site-ul suporterilor